# Unonopsis aviceps
Unonopsis aviceps är en kirimojaväxtart som beskrevs av Paulus Johannes Maria Maas. Unonopsis aviceps ingår i släktet Unonopsis och familjen kirimojaväxter. Inga underarter finns listade i Catalogue of Life.